# Фара (радиолокационная станция)
Фара — семейство российских портативных радиолокационных станций непрерывного излучения.
Предназначена для радиолокационного наблюдения за местностью, разведки и идентификации целей, а также наведения на обнаруженные цели различных средств поражения (пулемёты, гранатомёты и проч.) в том числе в условиях отсутствия оптической видимости. Разработана и производится НПО «Стрела» концерна Алмаз-Антей.
Существует 5 модификаций РЛС:
- Базовое изделие СБР-3 «Фара» (индекс ГРАУ 1РЛ136)[2]. Разработана в середине 70-х гг. в НИИ "Стрела" (ныне НПО "Стрела"), г. Тула под руководством В. Симачева (директор, главный конструктор, научный руководитель НИИ "Стрела").

- СБР-3М «Фара-У»[2]. Разработана в середине 70-х гг. в НИИ "Стрела" (ныне НПО "Стрела"), г. Тула под руководством В. Симачева (директор, главный конструктор, научный руководитель НИИ "Стрела").

- СБР-5 «Фара-1» (индекс ГРАУ 1Л111)[3].
- Развитие «Фара-1» — «Фара-ПВ»[2].
- Развитие «Фара-ПВ» — СБР-5М «Фара-ВР» (индекс ГРАУ 1Л111М). Впервые представлена на МАКС-2011[2][4].

## Состав
Состав комплексов «Фара-1» и «Фара-ПВ» незначительно отличается (см. раздел модификации), однако в оба комплекса входят:
- Приёмо-передатчик антенны (АФАР)
- Соединительные кабели
- Пульт управления (свой для конкретной модификации)
- Аккумуляторная батарея и зарядное устройство
- Тренога с приводом наведения
- Телефоны головные
- Устройство для переноски

## Модификации

### Фара-1
«Фара-1» предназначена для обнаружения целей, а также наведения на них различного вооружения — в том числе пулемётов, гранатомётов и орудий бронетехники. Комплекс обеспечивает эффективное поражение целей в условиях плохой оптической видимости.
В состав комплекса Фара-1 дополнительно входят: компас, укладочный ящик, поляризатор и специализированное крепление для закрепления антенны на оружии (различные для наведения пулемётов, гранатомётов, орудий или для закрепления на средствах наблюдения).

### Фара-ПВ
«Фара-ПВ» является радиолокационной станцией ближнего обнаружения с устройством панорамного обзора. Она предназначена для ведения круглосуточного наблюдения за передвижением людей и техники в труднодоступных районах, а также в условиях ограниченной видимости. Координаты обнаруженных целей могут передаваться армейским средствам поражения.
В состав комплекса «Фара-ПВ» дополнительно включается оптический визир.

## Тактико-технические характеристики
Фара-1
- Диапазон рабочих частот — 2см
- Дальность обнаружения
  - человека — 2 км
  - танка — 4 км
- средняя ошибка определения координат
  - по дальности — 20 м
- мощность потребления — 12 Вт
- время непрерывной работы от автономного источника питания — 6 часов
- масса изделия — 16.5 кг[7]

Фара-ПВ
- Дальность обнаружения
  - человека — 3 км
  - автомобиля — 6 км
- средняя ошибка определения координат
  - по дальности — 10 м
- мощность потребления — 30 Вт
- время непрерывной работы от автономного источника питания — 6 часов
- масса изделия — 21.5 кг

Фара-ВР
- Дальность обнаружения
  - человека — 4 км
  - танка — 8 км
- средняя ошибка определения координат
  - по дальности — 10 м
- мощность потребления — 30 Вт
- время непрерывной работы от автономного источника питания — 6 часов
- масса носимого комплекта — 12 кг